# Opel Rekord C
Der Opel Rekord C ist ein Pkw-Modell der seinerzeit zum US-amerikanischen Automobilkonzern General Motors (GM) gehörenden Adam Opel AG aus der Modellreihe Opel Rekord. Der Rekord C ersetzte ab August 1966 das nur knapp ein Jahr lang gebaute „Zwischenmodell“ Rekord B und wartete mit einer völlig neuen Karosserie auf. Die Produktion des Nachfolgers Rekord D begann im Dezember 1971.
Abhängig von der Literaturquelle wird er der oberen Mittelklasse oder der Mittelklasse zugerechnet.

## Modellgeschichte

### Allgemeines

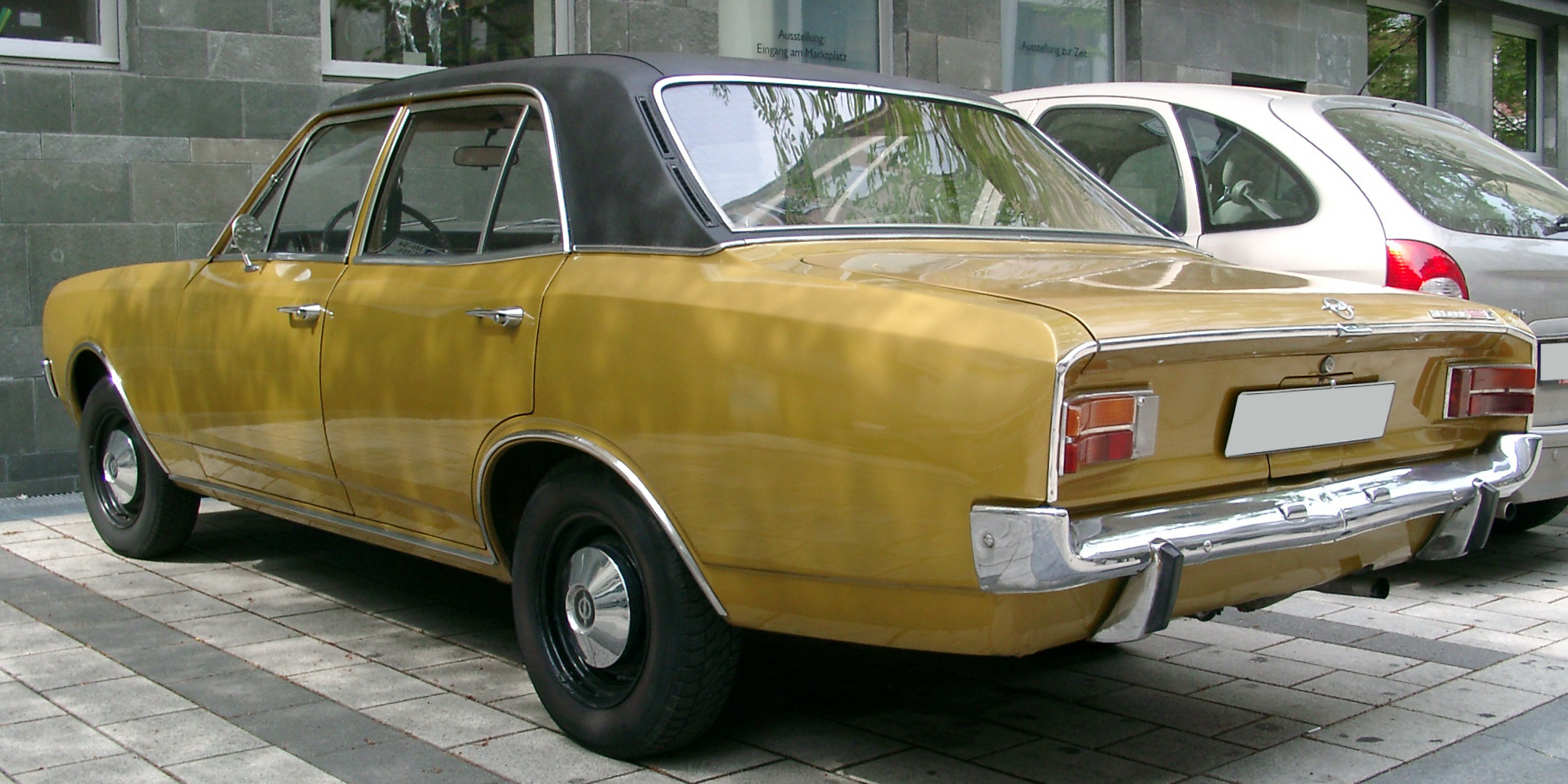
Heckansicht

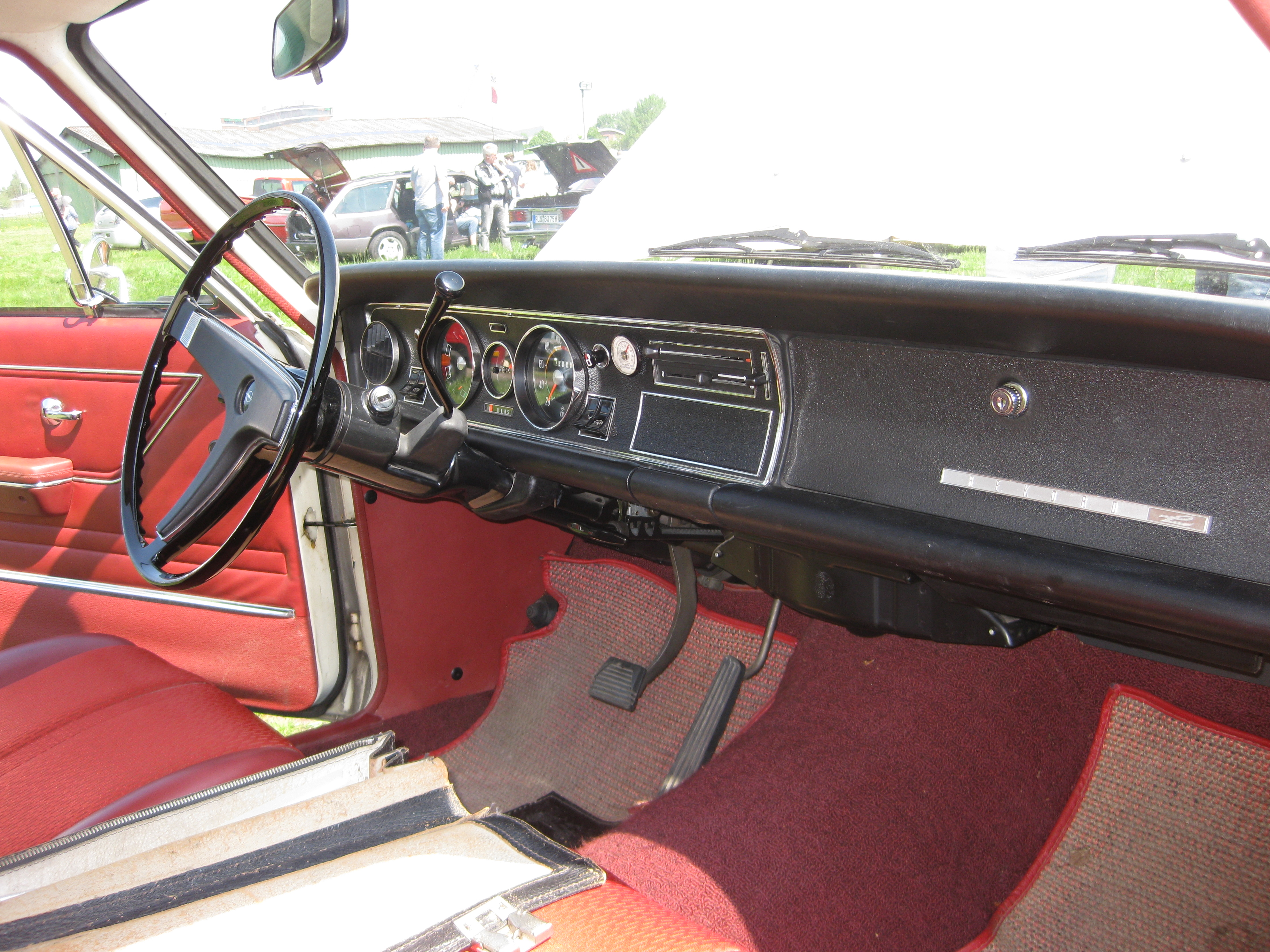
Cockpit

Die Entwicklung des Rekord C begann 1963. Hans Mersheimer, bis 1967 Chefingenieur und technischer Leiter der Adam Opel AG, gab die Richtlinien vor. Wegen des charakteristischen, von manchen Liebhabern als „erotisch“ bezeichneten „Hüftschwungs“ im Heckbereich, der mit den Rundungen einer liegenden Coca-Cola-Flasche vergleichbar ist, wurde der Rekord C als „Coke-Bottle“ (Cola-Flaschen-Rekord) bekannt. Als Orientierungspunkt für die Gestaltung hatte GM die Chevrolet Chevelle vorgegeben. Wegen der Befürchtung, dass eine solche Karosserieform beim deutschen Publikum nicht ankomme, gab es parallel Modellentwürfe des Rekord C ohne Hüftschwung. Tatsächlich polarisierte das Design. Im damaligen Spiegel wurden verschiedene spöttische Bezeichnungen für den Hüftschwung US-amerikanischer Wagen aufgezählt; die KFT wertete ihn an der Rekord-C-Limousine als „unmotiviert“. Doch schon der Opel Kadett B hatte einen leichten Hüftschwung und fiel beim Publikum deshalb keineswegs durch. Versuche von Ford, diesem Design zu folgen, waren im Ergebnis weniger gelungen (siehe Ford P7).
Nachdem der Ford P5 den bisherigen Opel Rekord in der Zulassungsstatistik überholt hatte, war der Rekord C nun das erfolgreichste Rekord-Modell. Opel überschritt mit ihm zum ersten Mal die Millionengrenze: 1.274.362 Fahrzeuge wurden bis Januar 1972 gebaut. Als zehnmillionstes Opel-Automobil seit Beginn der Autoherstellung 1899 lief in Rüsselsheim im September 1971 ein Rekord C Caravan vom Band.
Das Fahrwerk des Rekord C verbesserte Opel durch eine neue, an Lenkern geführte Hinterachse mit Schraubenfedern.

### Überblick
- August 1966 – Vorstellung des Rekord C bei den Opel-Händlern.
- Dezember 1966 – Der neue 2,2-Liter-Reihensechszylinder ist mit allen Karosserien lieferbar.
- Januar 1967 – Einführung des Rekord C Coupé.
- Oktober 1967 – Das Sondermodell „Spar-Rekord“ kommt auf den Markt (einfache Ausstattung und nur in grauer Lackierung).
- November 1967 – Produktionsbeginn des Rekord Sprint mit 106 PS (78 kW).
- August 1968 – Der Sechszylindermotor fällt mangels Nachfrage aus dem Rekord-Programm. Als Nachfolger dieser Variante kam im Februar 1967 der Opel Commodore auf den Markt.
- November 1968 – Zweite Serie des „Spar-Rekord“, jetzt auch in Siriusblau. Die Powerglide-Zweigang-Automatik wich einer neuen GM-Dreigang-Automatik.
- Januar 1969 – Da der Rekord Sprint überwiegend als Coupé verkauft wird, entfällt die Sprint-Limousine. Das Dreigang-Schaltgetriebe wird nicht mehr angeboten.
- Januar 1970 – Das Dreigang-Schaltgetriebe wird nicht mehr angeboten. Die automatische Kupplung „Olymat“ ist nicht mehr im Lieferprogramm.
- Januar 1970 – Der 1,5-Liter-Motor fällt aus dem Motorenprogramm.
- Juli 1971 – Sondermodell Rekord „Holiday“ mit Schiebedach, Zusatzscheinwerfern und heizbarer Heckscheibe.
- September 1971 – Der Rekord Sprint wird eingestellt.
- Januar 1972 – Produktionsende nach 1.274.362 Exemplaren.

## Varianten

### Karosserievarianten
Der Rekord C war als zwei- oder viertürige Limousine erhältlich sowie als drei- oder fünftüriger Kombi „Caravan“, als dreitüriger Lieferwagen (Caravan, ohne hintere Seitenfenster) und ab Januar 1967 auch als Coupé.
Das Coupé hat keine B-Säule und gilt weithin als das eleganteste Rekord-Modell. Außerdem gab es ab 1967 für 4000 DM Aufpreis einen Cabrio-Umbau auf Basis der zweitürigen Rekord- wie auch der Commodore-Limousine von Karl Deutsch Karosseriebau in Köln, der aber selten ist. Auch Karmann in Osnabrück entwickelte eine Cabrioversion auf Basis des Commodore, die jedoch nicht in Serie ging. Sie basierte auf der zweitürigen Limousine, mit vier Seitenfenstern (anstatt zweier beim Deutsch-Cabrio), von der vier Stück entstanden, die heute noch existieren.

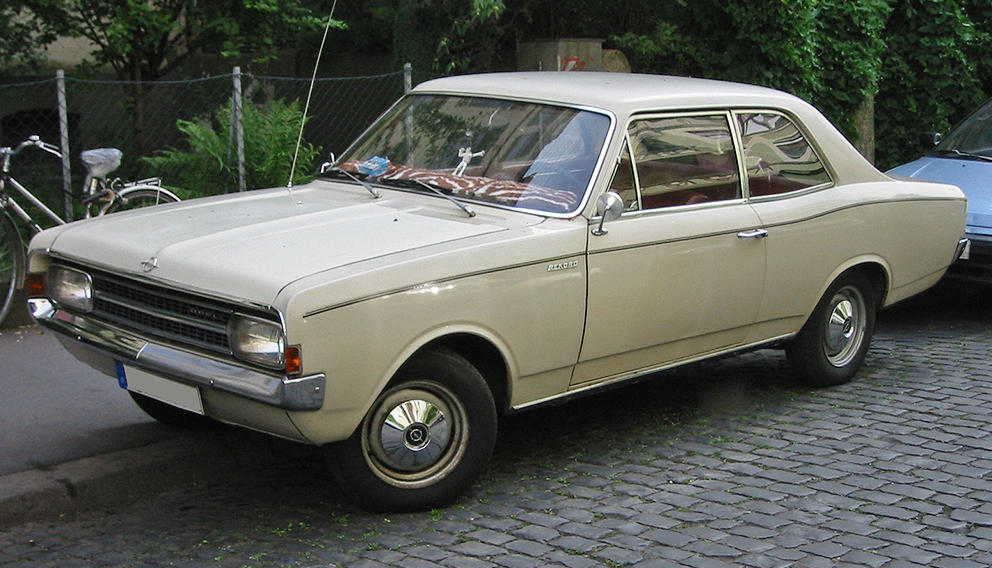
Opel Rekord als zweitürige Limousine
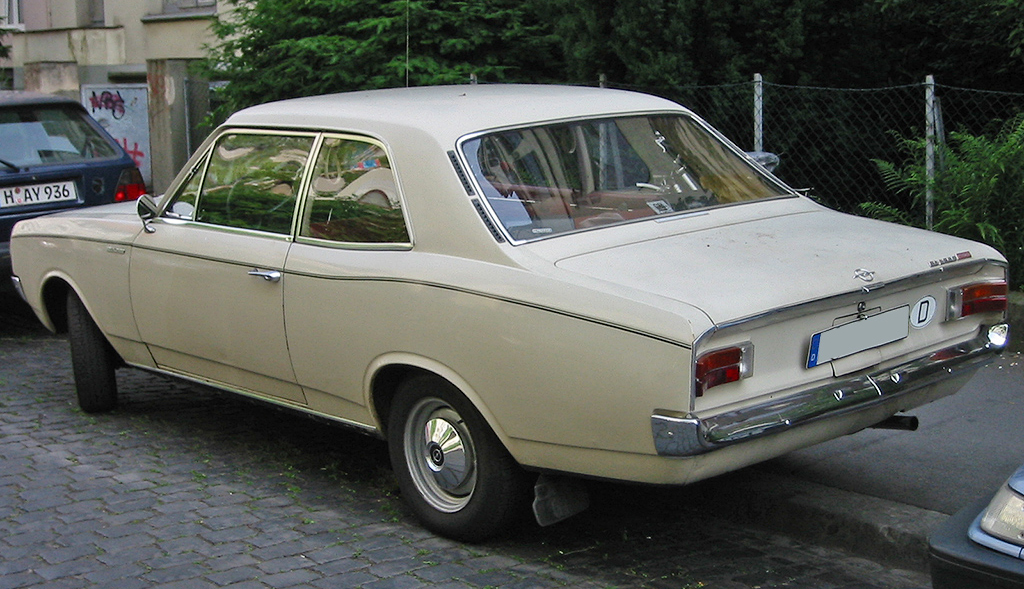
Heckansicht
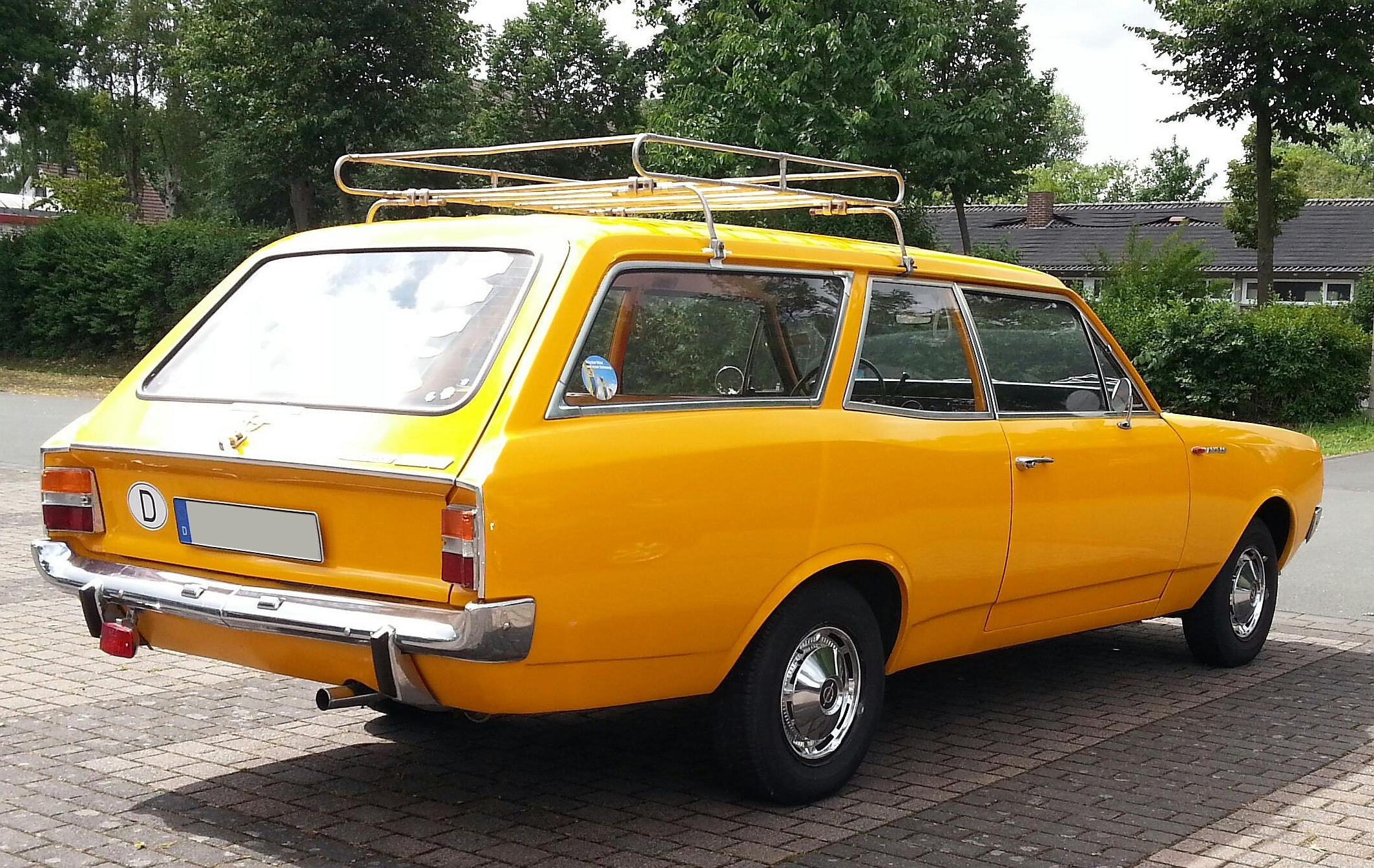
Opel Rekord Caravan
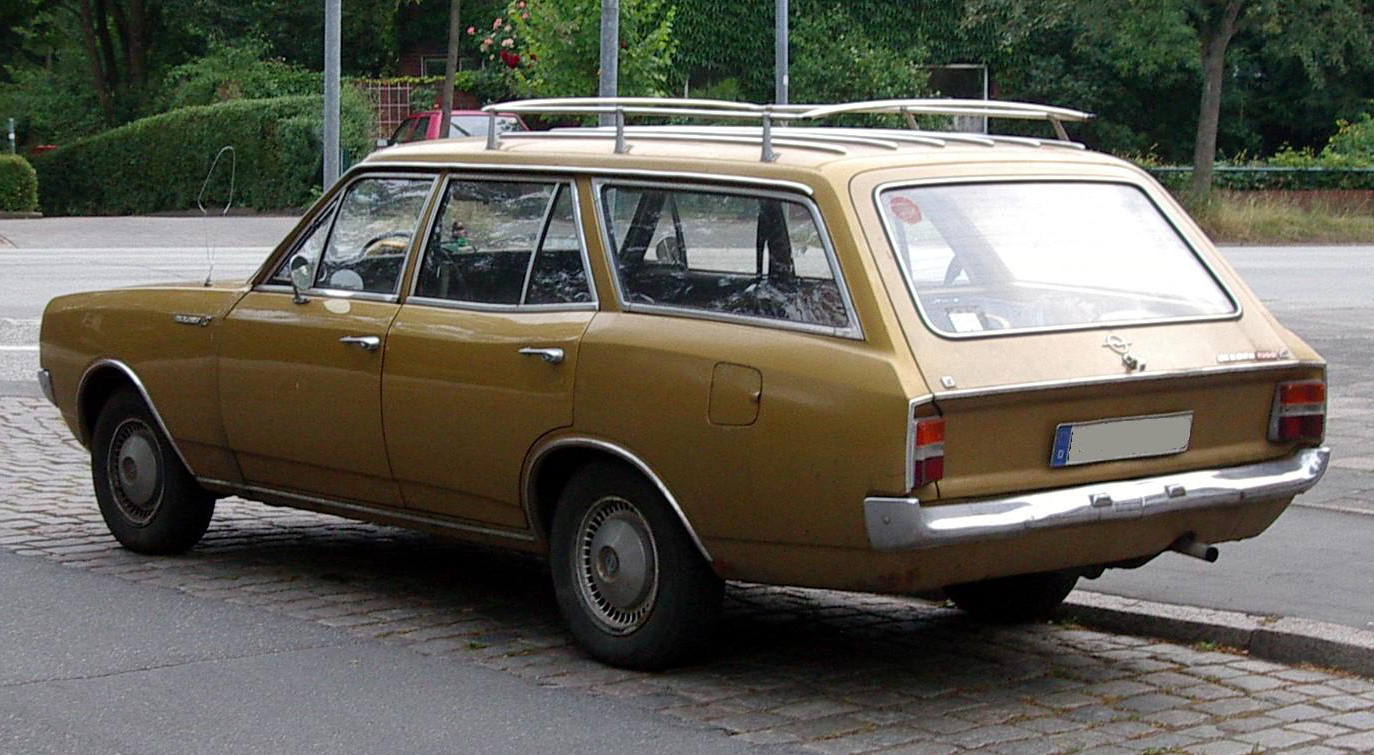
Der erste auch fünftürig lieferbare Opel-Kombi: der Rekord C Caravan
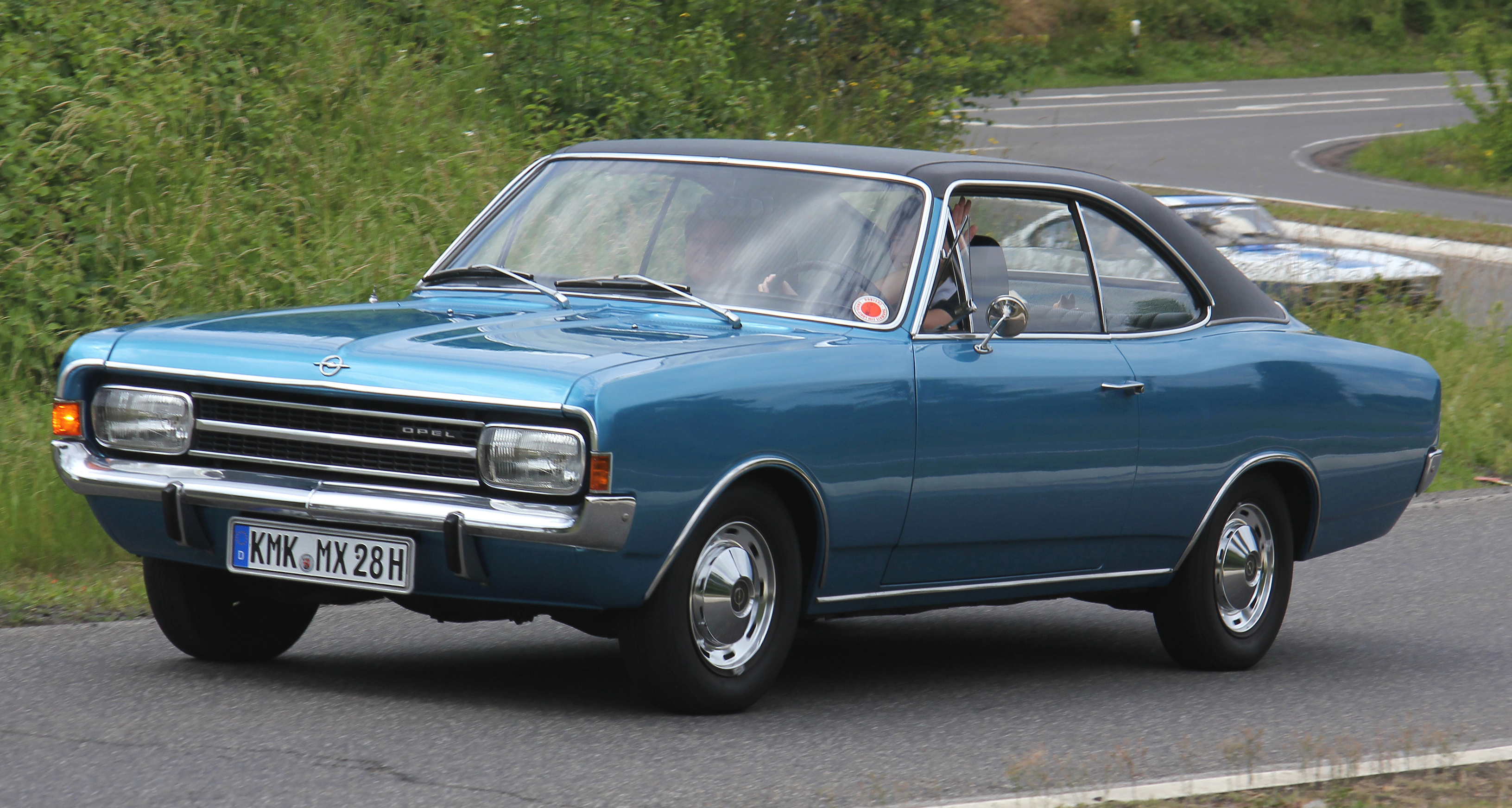
Opel Rekord Coupé
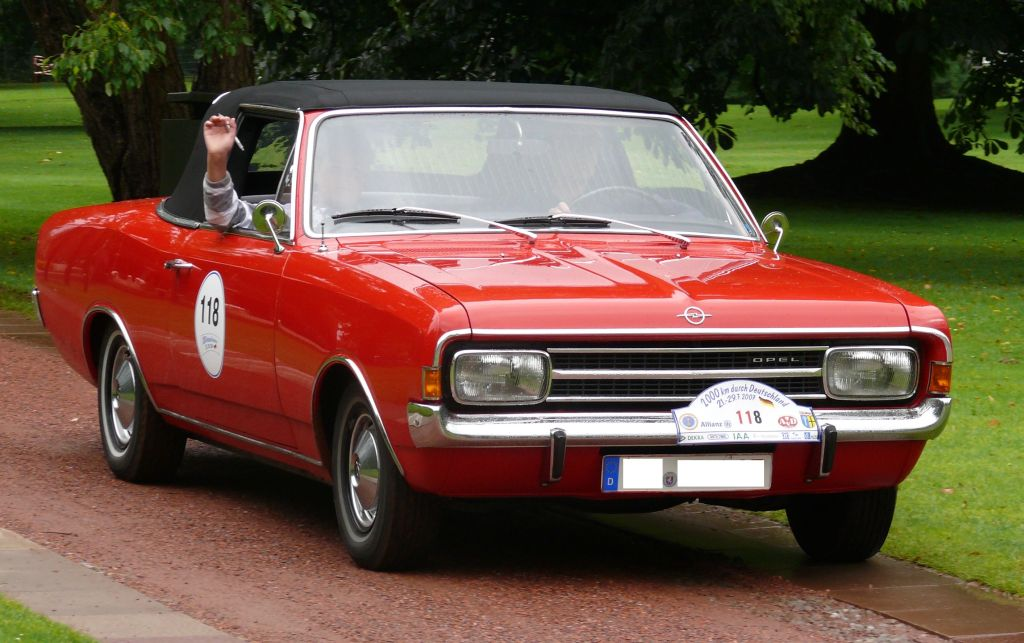
Opel Rekord C Cabriolet von Deutsch
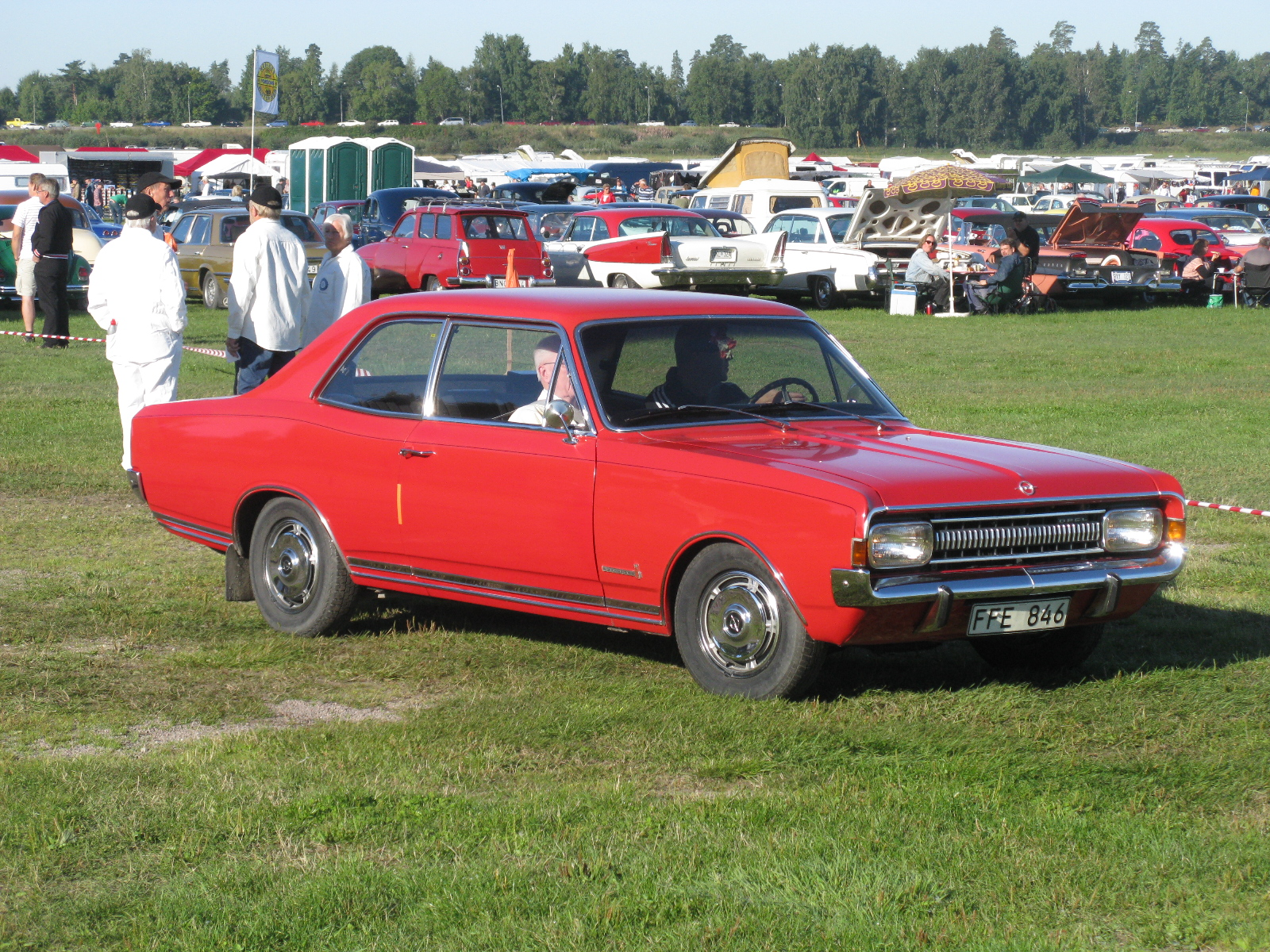
Opel Commodore A
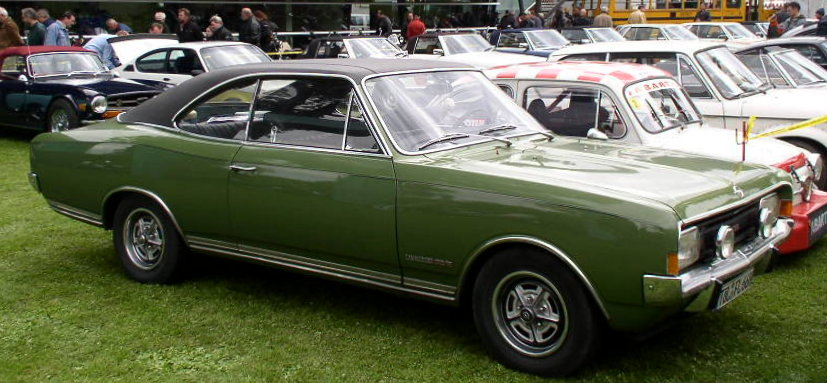
Opel Commodore A GS-E

### Opel Commodore mit Sechszylindermotor
Ab Februar 1967 wurde der Opel Commodore A als zwei- und viertürige Limousine und als Coupé ins Programm aufgenommen. Der Commodore füllte die Lücke, die der Rekord B hinterließ, hatte jedoch den auf 2,5 Liter reduzierten Admiral-Motor der im August 1965 eingeführten neuen Generation.
Der 2,2-Liter-Reihensechszylinder blieb bis August 1968 dennoch im Motorenprogramm. Er kostete gegenüber der nur 5 PS (3,7 kW) schwächeren 1,9-S-Vierzylindermaschine einen beträchtlichen Aufpreis, was zu sehr niedrigen Verkaufszahlen führte.
Ab Herbst 1967 gab es analog zum Rallye-Kadett den Rekord Sprint und den Commodore GS. Wegen geänderter Abgasbestimmungen wurde die Produktion des Sprint im Spätsommer 1971 eingestellt, einige Monate vor Ende der restlichen Modellreihe.

## Technik

### Motoren

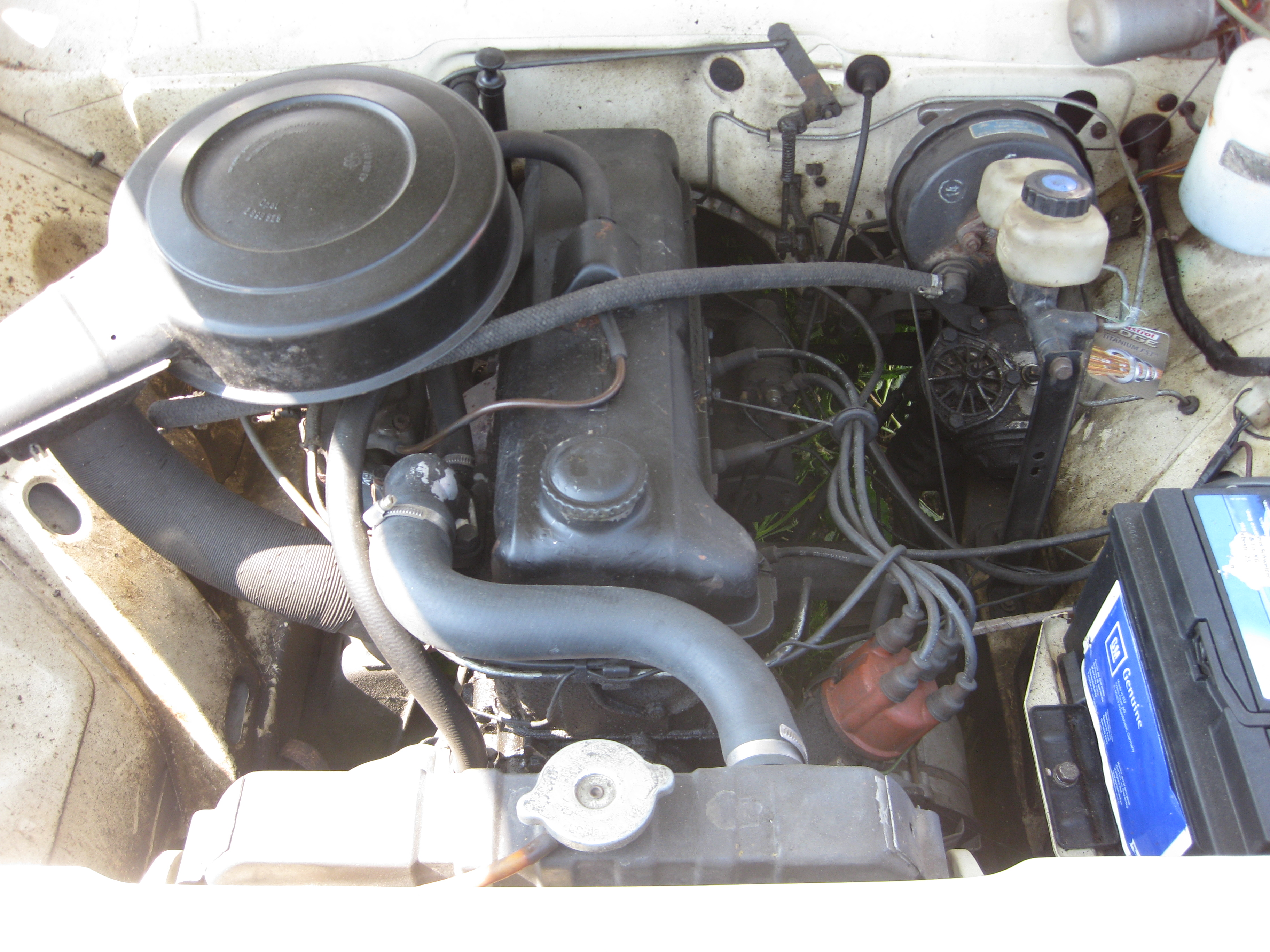
Motorraum eines Rekord C 1700

Eine neue Vierzylinder-Motorgeneration war beim Vorgängertyp Rekord B eingeführt worden; es waren sogenannte CIH-Motoren (mit Nockenwelle im Zylinderkopf und Antrieb der Ventile über Stößel und Kipphebel). Der 1,5-Liter-Motor wurde für einen besseren Drehmomentverlauf leicht überarbeitet und hatte zunächst den von Opel mit Carter-Lizenz produzierten Vergaser des Rekord A; ab 1969 dann wie der neue 1,7-Liter-Normalbenzinmotor einen Vergaser von Solex.
Der in seiner Grundkonstruktion noch auf den Opel Super 6 von 1937 zurückgehende 2,6-Liter-Sechszylinder-Motor des alten Rekord B L-6 war nicht mehr im Programm, dafür ein neu entwickelter 2,2-Liter-Reihensechszylinder, der ab 1967 mit Erscheinen des Commodore A im Rekord nicht mehr angeboten wurde. Beim Rekord „Sprint“ wurde die Leistung des 1,9 S-Motors mittels zweier Doppel-Fallstromvergaser vom Typ 40 DFO des italienischen Herstellers Weber und geändertem HL- (Hochleistungs-) Zylinderkopf auf 106 PS (78 kW) gesteigert.
- 1,5N: 58 PS/43 kW (ab 1969: 60 PS/44 kW; 1970 eingestellt)
- 1,7N: 60 PS/44 kW (ab 1969: 66 PS/49 kW)
- 1,7S: 75 PS/55 kW
- 1,9S: 90 PS/66 kW
- 1,9H: 106 PS/78 kW (nur im Sondermodell Rekord „Sprint“)
- 2,2N: 95 PS/70 kW (Sechszylinder, nur bis 1967)

### Getriebe
Nach wie vor hatte die Standardausführung des Opel Rekord ein manuell geschaltetes Dreiganggetriebe (bis 1970), das sich auf die Beschleunigungswerte nachteilig auswirkte. Wahlweise war auch ein Vierganggetriebe mit Lenkradschaltung (gegen Aufpreis mit Mittelschaltung, beim Coupé serienmäßig) erhältlich. Auf Wunsch gab es ein Zweigang-Powerglide-Automatikgetriebe von General Motors, wahlweise die Olymat-Halbautomatik (automatische Kupplung) von Fichtel & Sachs bei Dreiganggetriebe (bis 1970). Ende 1968 ersetzte eine Dreigang-TH180-Automatik aus dem Werk von GM in Straßburg das technisch überholte Powerglide-Getriebe.

### Karosserie
Die Karosserie war neben dem markanten Hüftschwung, der ausschließlich modische Bedeutung hatte, stärker abgerundet als beim Vorgängertyp. Der Radstand wurde geringfügig verlängert, wobei die Proportionen zugunsten einer längeren Motorhaube und zulasten des Heckbereichs (Kofferraum nur noch 385 Liter) verschoben wurden. Das Platzangebot in der Fahrgastzelle vergrößerte sich, woran Spurverbreiterung und die Verbreiterung der Karosserie um 65 mm ihren Anteil hatten.

### Fahrwerk
Die recht einfache, blattgefederte Hinterachse des Vorgängers wich einer neuen „Fünflenkerachse“. Diese Starrachse mit Schraubenfedern, vier Längslenkern und dem von Opel als Querlenker bezeichneten Panhardstab bewirkte ein deutlich stabileres Fahrverhalten. Diese Hinterachskonstruktion war modern, aber nicht völlig neu – sie war bereits bei Volvo, Simca und Fiat eingeführt worden. Opel behielt sie bis zum Produktionsende des Opel Rekord E Mitte 1986 fast unverändert bei.
An der Vorderachse wurde die Doppelquerlenker-Einzelradaufhängung mit Schraubenfedern und Stabilisator des Vorgängertyps beibehalten und (wie nun auch an der Hinterachse) durch große Gummiformstücke zur Geräuschminderung ergänzt.
Umfangreiche Maßnahmen verbesserten die Sicherheit. Die Zweikreisbremsanlage mit Bremskraftverstärker wirkte bei allen Modellen auf Scheibenbremsen vorn und Trommelbremsen an der Hinterachse, wie bereits beim Rekord B.

### Ausstattung
Ein mit Schaumstoff gepolstertes Armaturenbrett, eine Teleskop-Lenksäule und wirksam gestaltete Knautschzonen erhöhten die passive Sicherheit. Gegen Aufpreis gab es für die Vordersitze Dreipunkt-Sicherheitsgurte und Kopfstützen. Ein blendfreies Rundinstrument ersetzte den Opel-typischen Bandtachometer („Leitfarbentacho“). Die Fachpresse führte mit dem Rekord C Crashtests durch und lobte die Stabilität der Fahrgastzelle.

### Technische Daten
| Technische Daten Opel Rekord C 1966–1972 | Technische Daten Opel Rekord C 1966–1972 | Technische Daten Opel Rekord C 1966–1972 | Technische Daten Opel Rekord C 1966–1972 | Technische Daten Opel Rekord C 1966–1972 | Technische Daten Opel Rekord C 1966–1972 | Technische Daten Opel Rekord C 1966–1972 | Technische Daten Opel Rekord C 1966–1972 |
| Opel Rekord                              | 1500 | 1700 | 1700 S | 1900 S | 1900 H | 2200 |                                          |
| ---------------------------------------- | --- | --- | --- | --- | --- | --- | ---------------------------------------- |
| Motor                                    | Vierzylinder-Reihenmotor (Viertakt-Ottomotor) | Vierzylinder-Reihenmotor (Viertakt-Ottomotor) | Vierzylinder-Reihenmotor (Viertakt-Ottomotor) | Vierzylinder-Reihenmotor (Viertakt-Ottomotor) | Vierzylinder-Reihenmotor (Viertakt-Ottomotor) | Sechszylinder-Reihenmotor |                                          |
| Hubraum                                  | 1492 cm³ | 1698 cm³ | 1698 cm³ | 1897 cm³ | 1897 cm³ | 2239 cm³ |                                          |
| Bohrung × Hub                            | 82,5 × 69,8 mm | 88 × 69,8 mm | 88 × 69,8 mm | 93 × 69,8 mm | 93 × 69,8 mm | 82,5 × 69,8 mm |                                          |
| Leistung bei 1/min                       | 43–44 kW (58–60 PS) bei 5200 | 44–48 kW (60–66 PS) bei 4600 | 55 kW (75 PS) bei 5200 | 66 kW (90 PS) bei 5100 | 78 kW (106 PS) bei 5600 | 70 kW (95 PS) bei 4800 |                                          |
| max. Drehmoment bei 1/min                | 103 Nm bei 2500 | 116–118 Nm bei 2300–2550 | 127 Nm bei 2700 | 146 Nm bei 2800 | 157 Nm bei 3650 | 157 Nm bei 3200 |                                          |
| Verdichtung                              | 8,2 : 1 | 8,2 : 1 | 8,8 : 1 | 9,0 : 1 | 9,5 : 1 | 8,2 : 1 |                                          |
| Gemischaufbereitung                      | Ein Opel-Fallstromvergaser (Lizenz Carter Carburetor) | Ein Opel-Fallstromvergaser (Lizenz Carter Carburetor) | Ein Fallstromvergaser Solex 35 PDSI | Ein Register- Fallstromvergaser Solex 32 DIDTA | Zwei Doppel-Fallstromvergaser Weber 40 DFO | Ein Register-Fallstromvergaser |                                          |
| Ventilsteuerung                          | (CIH) Hängende Ventile (obenliegende Nockenwelle mit Antrieb durch Duplex-Rollenkette) | (CIH) Hängende Ventile (obenliegende Nockenwelle mit Antrieb durch Duplex-Rollenkette) | (CIH) Hängende Ventile (obenliegende Nockenwelle mit Antrieb durch Duplex-Rollenkette) | (CIH) Hängende Ventile (obenliegende Nockenwelle mit Antrieb durch Duplex-Rollenkette) | (CIH) Hängende Ventile (obenliegende Nockenwelle mit Antrieb durch Duplex-Rollenkette) | (CIH) Hängende Ventile (obenliegende Nockenwelle mit Antrieb durch Duplex-Rollenkette) |                                          |
| Kühlung                                  | Wasserkühlung | Wasserkühlung | Wasserkühlung | Wasserkühlung | Wasserkühlung | Wasserkühlung |                                          |
| Getriebe                                 | Drei- oder Viergang-Schaltgetriebe mit Lenkrad- oder Mittelschaltung („Knüppelschaltung“), gegen Aufpreis für 1900 S/H und 2200: Zweigang-Automatikgetriebe General Motors-„Powerglide“, ab 1968 Dreigang-Automatik Typ GM TH180 | Drei- oder Viergang-Schaltgetriebe mit Lenkrad- oder Mittelschaltung („Knüppelschaltung“), gegen Aufpreis für 1900 S/H und 2200: Zweigang-Automatikgetriebe General Motors-„Powerglide“, ab 1968 Dreigang-Automatik Typ GM TH180 | Drei- oder Viergang-Schaltgetriebe mit Lenkrad- oder Mittelschaltung („Knüppelschaltung“), gegen Aufpreis für 1900 S/H und 2200: Zweigang-Automatikgetriebe General Motors-„Powerglide“, ab 1968 Dreigang-Automatik Typ GM TH180 | Drei- oder Viergang-Schaltgetriebe mit Lenkrad- oder Mittelschaltung („Knüppelschaltung“), gegen Aufpreis für 1900 S/H und 2200: Zweigang-Automatikgetriebe General Motors-„Powerglide“, ab 1968 Dreigang-Automatik Typ GM TH180 | Drei- oder Viergang-Schaltgetriebe mit Lenkrad- oder Mittelschaltung („Knüppelschaltung“), gegen Aufpreis für 1900 S/H und 2200: Zweigang-Automatikgetriebe General Motors-„Powerglide“, ab 1968 Dreigang-Automatik Typ GM TH180 | Drei- oder Viergang-Schaltgetriebe mit Lenkrad- oder Mittelschaltung („Knüppelschaltung“), gegen Aufpreis für 1900 S/H und 2200: Zweigang-Automatikgetriebe General Motors-„Powerglide“, ab 1968 Dreigang-Automatik Typ GM TH180 |                                          |
| Radaufhängung vorn                       | Einzelradaufhängung an doppelten Querlenkern, Schraubenfedern | Einzelradaufhängung an doppelten Querlenkern, Schraubenfedern | Einzelradaufhängung an doppelten Querlenkern, Schraubenfedern | Einzelradaufhängung an doppelten Querlenkern, Schraubenfedern | Einzelradaufhängung an doppelten Querlenkern, Schraubenfedern | Einzelradaufhängung an doppelten Querlenkern, Schraubenfedern |                                          |
| Radaufhängung hinten                     | Opel-„Fünflenkerachse“: Starrachse mit vier Längslenkern und Panhardstab (Querlenker), Schraubenfedern | Opel-„Fünflenkerachse“: Starrachse mit vier Längslenkern und Panhardstab (Querlenker), Schraubenfedern | Opel-„Fünflenkerachse“: Starrachse mit vier Längslenkern und Panhardstab (Querlenker), Schraubenfedern | Opel-„Fünflenkerachse“: Starrachse mit vier Längslenkern und Panhardstab (Querlenker), Schraubenfedern | Opel-„Fünflenkerachse“: Starrachse mit vier Längslenkern und Panhardstab (Querlenker), Schraubenfedern | Opel-„Fünflenkerachse“: Starrachse mit vier Längslenkern und Panhardstab (Querlenker), Schraubenfedern |                                          |
| Karosserie                               | Selbsttragende Karosserie aus Stahlblech | Selbsttragende Karosserie aus Stahlblech | Selbsttragende Karosserie aus Stahlblech | Selbsttragende Karosserie aus Stahlblech | Selbsttragende Karosserie aus Stahlblech | Selbsttragende Karosserie aus Stahlblech |                                          |
| Spurweite vorn/hinten                    | 1412/1410 mm | 1412/1410 mm | 1412/1410 mm | 1412/1410 mm | 1412/1410 mm | 1412/1410 mm |                                          |
| Radstand                                 | 2668 mm | 2668 mm | 2668 mm | 2668 mm | 2668 mm | 2668 mm | 2668 mm                                  |
| Länge                                    | 4550 mm (L und Coupé: 4574 mm) | 4550 mm (L und Coupé: 4574 mm) | 4550 mm (L und Coupé: 4574 mm) | 4550 mm (L und Coupé: 4574 mm) | 4550 mm (L und Coupé: 4574 mm) | 4550 mm (L und Coupé: 4574 mm) |                                          |
| Leergewicht                              | 1025–1240 kg | 1025–1240 kg | 1025–1240 kg | 1025–1240 kg | 1025–1240 kg | 1025–1240 kg |                                          |
| Höchstgeschwindigkeit                    | 130–136 km/h | 135–141 km/h | 145–153 km/h | 152–161 km/h | 175 km/h | 155–163 km/h |                                          |
| 0–100 km/h                               | 24–28 s | 20–24 s | 18–22 s | 16–20 s | 12,0 s | 15–19 s |                                          |
| Verbrauch (Liter/100 Kilometer) (1)      | 11,0 N | 12,1 N | 11,5 S | 12,0 S | 14,0 S | 13,0 N |                                          |

Der Rekord 1700 hatte den größten Marktanteil. Er kostete 1967 rund 7800 DM. Der Benzinverbrauch auf der Autobahn bei einem Schnitt von 110 km/h lag bei 11,2 l/100 km, in der Stadt je nach Verkehrsdichte 13–14 l/100 km, auf ebener Landstraße 11,5 l/100 km. Im Mittel ergab das einen Verbrauch von 12,1 Liter Normalbenzin auf 100 km. Somit reichte der 55-l-Tank für eine Strecke von ca. 455 km. Von null auf 100 km/h beschleunigte der über 1000 Kilogramm schwere Wagen mit 60-PS-Motor (44 kW) in 20,2 Sekunden. Rund 5 Sekunden schneller war die 1700-S-Version mit 75 PS (55 kW), die 95 DM mehr kostete. Für den 1700 ist eine Höchstgeschwindigkeit von 134 km/h angegeben, für den 1700 S 148 km/h. Bei einer Vollbremsung aus Tempo 100 kam der 1700 nach 50,2 Metern zum Stehen.  Der Wendekreis betrug 11,9 Meter.

## Schwarze Witwe

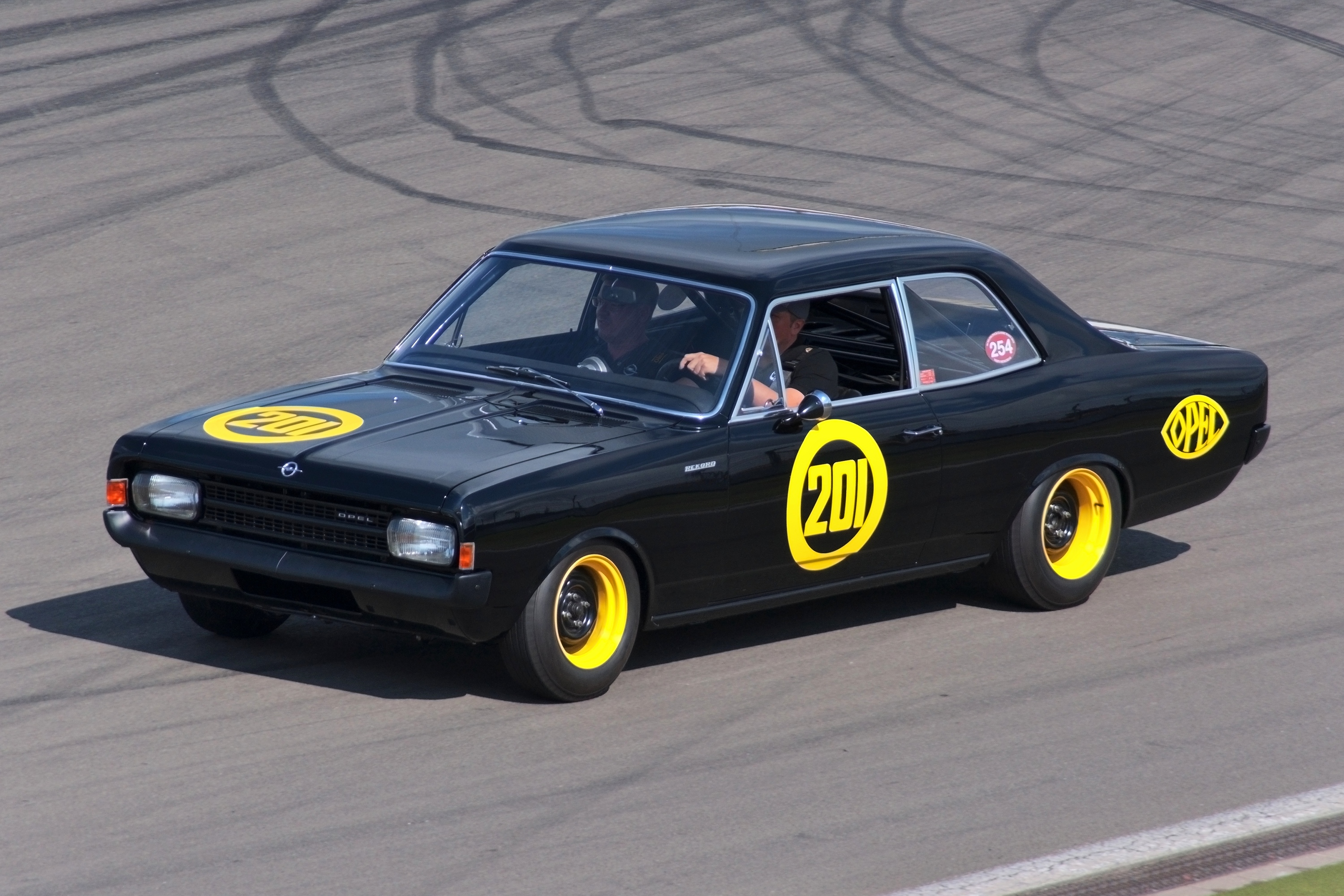
Rekord C Schwarze Witwe (Nachbau von Opel Classic)

Nach Serienstart entwickelte Anatole Lapine eine Rennsportversion des Opel Rekord C. Wegen seiner schwarzen Lackierung wurde dieses Fahrzeug, dessen Leistung 180 PS (132 kW) betrug, auch Schwarze Witwe oder Taxi genannt. Es wurde zwischen 1967 und 1969 unter anderem von Erich Bitter und Niki Lauda gesteuert, ohne jedoch trotz spektakulärer Fahreigenschaften größere Erfolge zu erringen. Anfang der 1970er-Jahre verschwand die Schwarze Witwe motorlos in der Nähe von Wien; der Verbleib des Fahrzeugs ist ungeklärt.
Im Jahr 2012 wurde die Schwarze Witwe von Opel Classic nachgebaut, wobei wegen fehlender Pläne auf die Hilfe Lapines zurückgegriffen wurde.

## Modelle außerhalb Deutschlands
Die Baureihe wurde auch in anderen Ländern zum Teil mit anderen Modellbezeichnungen hergestellt und vertrieben. So wurden in Südafrika, Belgien und der Schweiz der Ranger A, in Brasilien, Chile und Uruguay der Chevrolet Opala (oder auch Opala Comodoro und Opala Diplomata) sowie in Mexiko der Opel Olympico produziert. Der Chevrolet Opala lief in Brasilien bis 1992 vom Band. Er unterschied sich äußerlich vom Rekord C durch geänderte Front- und Heckpartien und hatte andere, von Chevrolet stammende Motoren.

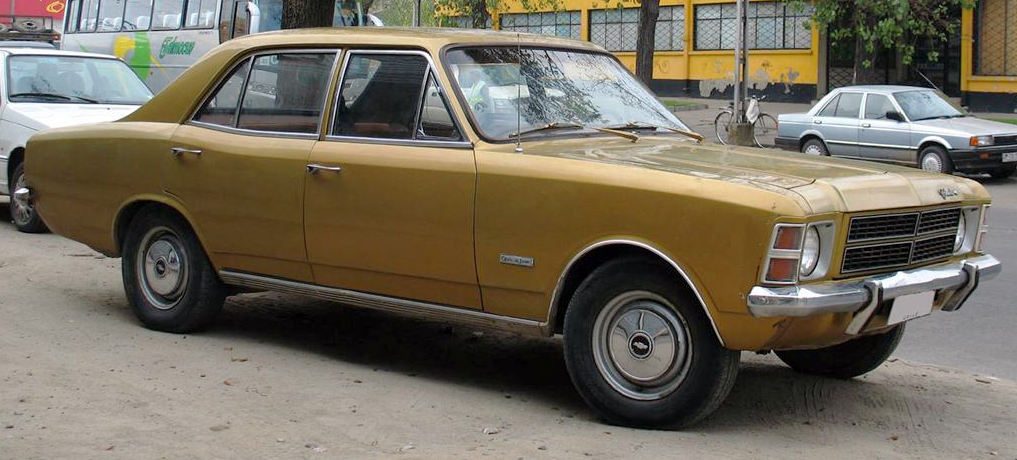
Chevrolet Opala Deluxe
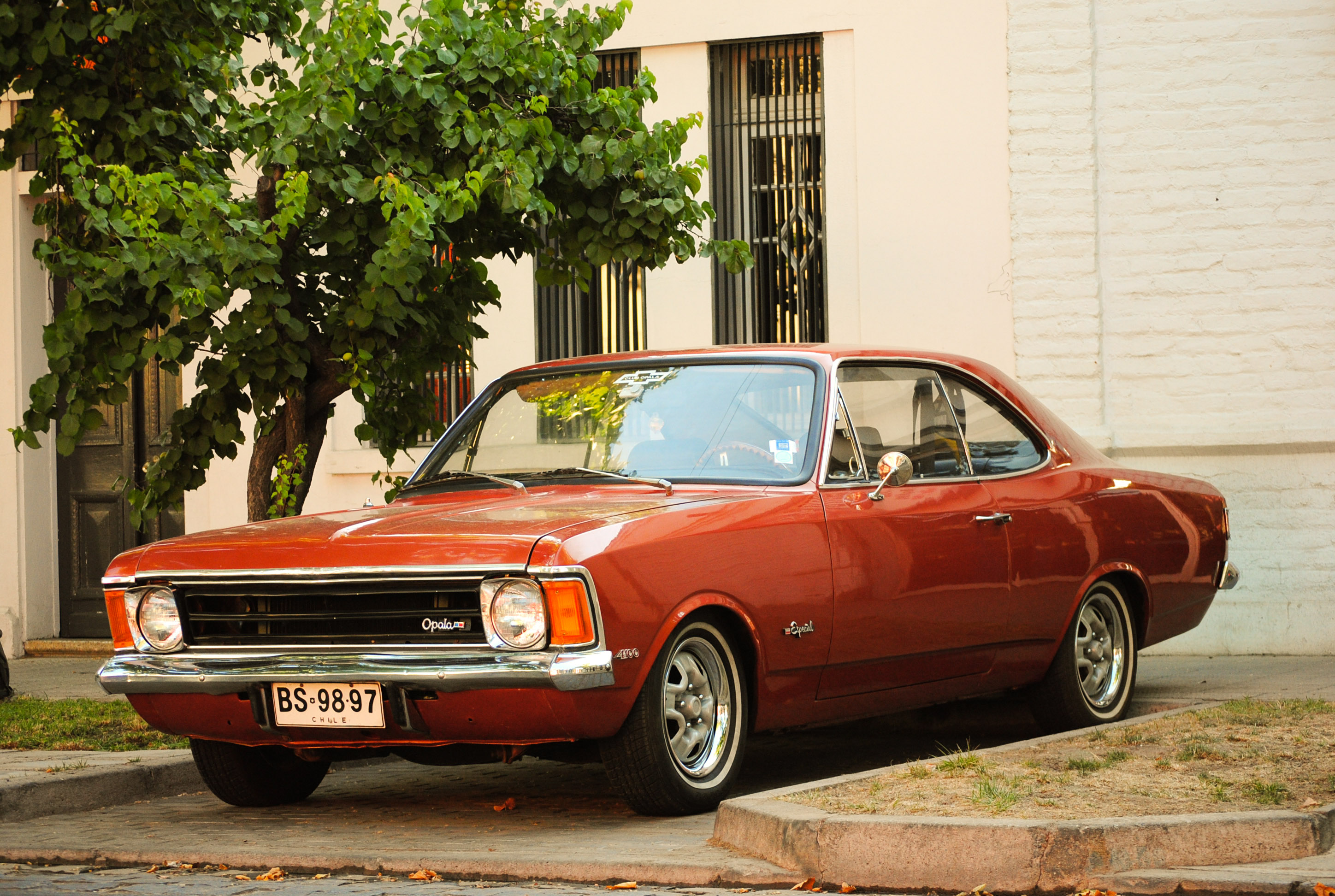
Chevrolet Opala Deluxe Coupé
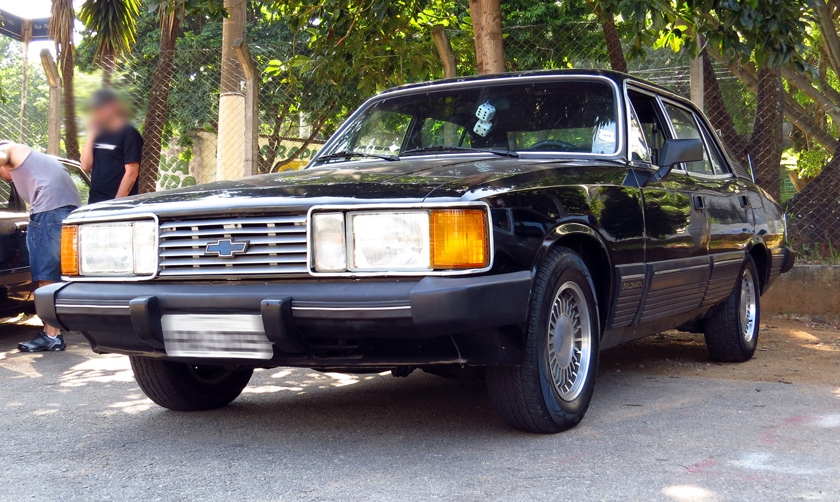
Chevrolet Diplomata sedan